# Ɑ̂
Cette page contient des caractères spéciaux ou non latins. S’ils s’affichent mal (▯, ?, etc.), consultez la page d’aide Unicode.
Ɑ̂ (minuscule : ɑ̂), appelé alpha latin accent circonflexe, est un graphème utilisé dans l’écriture de certaines langues camerounaises dont le mbembe tigon. Il s’agit de la lettre alpha latin diacritée d’un accent circonflexe.

## Utilisation
En langues camerounaises suivant l’Alphabet général des langues camerounaises, « ɑ̂ » représente un voyelle ouverte postérieure (arrondie /ɑ/ ou non arrondie /ɒ/) avec un ton descendant. Il ne s’agit d’une lettre à part entière, et elle placée avec l’alpha latin sans accent ou avec un autre accent dans l’ordre alphabétique.

## Représentations informatiques
L’alpha accent circonflexe peut être représenté avec les caractères Unicode suivant (Alphabet phonétique international, diacritiques, latin étendu C) :
| formes    | représentations | chaînes de caractères | points de code | descriptions                                                 |
| --------- | --------------- | --------------------- | -------------- | ------------------------------------------------------------ |
| capitale  | Ɑ̂               | Ɑ◌̂                    | U+2C6D U+0302  | lettre majuscule latine alpha diacritique accent circonflexe |
| minuscule | ɑ̂               | ɑ◌̂                    | U+0251 U+0302  | lettre minuscule latine alpha diacritique accent circonflexe |